# Галерна вулиця (Київ)
Гале́рна ву́лиця — вулиця в Голосіївському районі міста Києва, місцевості Корчувате, Галерний острів. Пролягає на Галерному острові від Набережно-Корчуватської вулиці (сполучена містком через затоку Миколайчик).

## Історія
Сучасна назва — з 2008 року, на честь місцевості, якою пролягає. До того існувала як безіменна дорога. Забудова — малоповерхова приватна, садово-дачні ділянки.